# Мацано
Мацано (итал. Mazzano) је насеље у Италији у округу Бреша, региону Ломбардија.
Према процени из 2011. у насељу је живело 2548 становника. Насеље се налази на надморској висини од 159 м.

## Становништво
Према резултатима пописа становништва 2011. у општини је живело 11.487 становника.
| 1936. | 1951. | 1961. | 1971. | 1981. | 1991. | 2001. | 2011.  |
| ----- | ----- | ----- | ----- | ----- | ----- | ----- | ------ |
| 3.927 | 4.699 | 5.216 | 6.129 | 6.910 | 7.605 | 9.390 | 11.487 |

## Партнерски градови
- Saint-Germain-des-Fossés